# Politikåret 1996

## Händelser

### Januari
- 1 januari - 71-årige kronprins Abdullah efterträder Fahd som kung av Saudiarabien.[1]
- 4 januari - Rysslands utrikesminister Andrej Kozarev avgår.[1]
- 11 januari - Chefsåklagare Jan Danielsson beslutar att lägga ner förundersökningen mot tidigare vice statsministern Mona Sahlin.[1]
- 12 januari - LDP:s Ryutaro Hashimotos utses till ny premiärminister i Japan.[1]
- 14 januari - Israels president Ezer Weizman inleder ett fyra dagars statsbesök i Tyskland.[1]
- 15 januari - Greklands premiärminister Andreas Papandreou avgår.[1]
- 16 januari - Vid en oblodig statskupp i Sierra Leone avsätts statschef Valentine Strasser av en militärjunta ledd av Julius Maada Bio.[1]
- 23 januari - USA:s president Bill Clinton håller sitt traditionella tal om "Tillståndet i nationen".[1]
- 24 januari - Sveriges statsminister Ingvar Carlsson gör sin sista debatt i Sveriges riksdag som svensk statsminister.[1]
- 27 januari - Vid en statskupp i Niger avsätts president Mahamane Ousmane vid en kupp ledd av Ibrahim Baré Maïnassara.[1]
- 29 januari - PLO-ledaren Yassir Arafat besöker Sverige.[1]

### Februari
- 3 februari - Kung Carl XVI Gustaf av Sverige ankommer till Johannesburg för ett studiebesök, och bjuds då in till statsbesök kommande år av Sydafrikas president Nelson Mandela.[1]
- 7 februari
  - René Preval tillträder som president i Haiti.[1]
  - Wlodzimierz Cimoszewicz tillträder som premiärminister i Polen.[1]
- 18 februari - Ett toppmöte mellan Bosnien och Hercegovinas, Kroatiens och Serbiens presidenter hålls i Rom.[1]
- 19 februari - Tysklands förbundskansler Helmut Khol kommer till Moskva för överläggningar med ryske presidenten Boris Jeltsin.[1]
- 28 februari - Sveriges tidigare statsminister Olof Palmes minne högtidlighålls, på årsdagen 10 år efter mordet på honom.[1]

### Mars
- 6 mars - Fosterlandspartiets Mesmut Yilmaz utses till ny premiärminister i Turkiet.[1]
- 11 mars - I Seoul inleds rättegången mot de sydkoreanska presidenterna Chun Doo-Hwan och Roh Tae-Woo.[1]
- 13 mars - 28 stats- och regeringschefer fördömer "terror i alla dess avskyvärda former" vid ett toppmöte i Sharm el-Sheik i Egypten.[1]
- 15 mars – Sveriges kungapar inleder ett fyra dagars statsbesök i Malaysia, vilket blir prins Carl Philips första statsbesök.[1]
- 18 mars - Sveriges statsminister Ingvar Carlsson lämnar in avskedsansökan till Birgitta Dahl, talman i Sveriges riksdag.[1]
- 21 mars - Göran Persson efterträder Ingvar Carlsson som Sveriges statsminister.[1]
- 25 mars
  - Frankrike, Storbritannien och USA skriver på ett avtal om att Stilla havet skall vara en kärnvapenfri zon, och att kärnvapenproverna skall upphöra. Kina och det gamla Sovjetunionen har redan skrivit på.[1]
  - Rysslands president Boris Jeltsin inleder ett två dagars statsbesök i Norge.[1]
- 27 mars - Göran Persson gör sin första debatt i Sveriges riksdag som Sveriges statsminister.[1]
- 29 mars - Julius Maada Bio tillträder som president i Sierra Leone.[1]

### April
- 2 april - Ryssland och Vitryssland ingår unionsavtal.[1]
- 6 april - Polens nyvalde president Alexander Kwasniewski inleder ett tre dagar långt statsbesök i Ryssland.[1]
- 11 april
  - 50 av 53 afrikanska stater skriver på ett avtal som gör Afrika till kärnvapenfri zon.[1]
  - Sverige erkänner Förbundsrepubliken Jugoslavien.[1]
- 12 april - Polens sejmen beslutar att ge förre polske presidenten Lech Wałęsa den livslånga statliga pension han krävt.[1]
- 13 april - Michail Gorbatjov meddelar att han tänker ställa upp i presidentvalet i Ryssland.
- 15 april - Mona Sahlin lämnar Sveriges riksdag.[1]
- 16 april - En domstol i Milano dömer Italiens tidigare premiärminister Bettino Crazi till fängelse i åtta och tre månader för nya korruptionsbrott.[1]
- 20 april - G7 avslutar ett kärnkraftsmöte i Moskva. Ryssland har observatörsstatus.[1]
- 30 april - Kung Carl XVI Gustaf av Sverige firas på 50-årsdagen.[1]

### Maj
- 1 maj - Sveriges statsminister Göran Persson Första maj-talar i Malmö.[1]
- 3 maj - Efter två och ett halvt års förhandlingar lyckas man inte kompromissa i Genève om totalförbud mot personminor, men däremot enas man om att det skall bli lättare att lokalisera personminor.[1]
- 4 maj
  - Partido Populars José Maria Aznar utses till ny premiärminister i Sverige.[1]
  - De stridande parterna i Liberia enas om vapenvila.[1]
- 7 maj - Pakistans premiärminister Benazir Bhutto besöker Sverige.[1]
- 8 maj - Sydafrikas parlament antar en ny författning, som undanröjer de sista resterna av Apartheidpolitiken.[1]
- 9 maj
  - FW de Klerk meddelar att Nationalistpartiet beslutat att lämna Sydafrikas samlingsregering från 30 juni 1996.[1]
  - Sveriges utrikesdepartement presenterar sin årliga redovisning av Sverige-bilden utanför Sverige.[1]
- 21 maj
  - Dalai Lama inleder ett sexdagarsbesök i Sverige.[1]
  - Sveriges statsminister Göran Persson besöker Frankrike.[1]
- 25 maj - Ex-kung Simeon II av Bulgarien återvänder till Bulgarien efter 50 år. Med sig har han sin spanska hustru Margarita.[1]
- 27 maj - Vapenvila i Tjetjenien.[1]
- 29 maj - Benjamin Netanyahu blir ny premiärminister i Israel.[1]

### Juni
- 1 juni
  - HD Deve Gowda svärs in som ny premiärminister i Indien.[1]
  - Den uppåtgående trenden för Sveriges socialdemokratiska arbetareparti sedan Göran Persson blev ordförande bryts vid senaste SIFO-mätningen.[1]
- 10 juni
  - Ryssland och de tjetjenska separatisterna enas om att Rysslands tillbakadragande av trupper skall ha genomförts den 20 augusti 1996.[1]
  - Sinn Fein får inte vara med och sitta vid förhandlingsbordet då fredsförhandlingarna om Nordirlandkonflikten inleds.[1]
- 11 juni - Sveriges regering enas med Centerpartiet om ett sysselsättningspaket.[1]
- 15 juni - 400 000 personer i Bonn protesterar mot tyska förbundsregeringens sparplan.[1]
- 18 juni
  - Lettlands parlament väljer om president Guntis Ulman på ytterligare tre år.[1]
  - Benjamin Netanyahu presenterar Israels nya regering.[1]
- 23 juni – Hasena Wajed svärs in som Bangladesh premiärminister.[1]
- 26 juni - Gulbuddin Hekmatyar tillträder som premiärminister i Afghanistan.[1]

### Juli
- 9 juli - Välfärdspartiets Necmettin Erbakans tillträder som premiärminister i Turkiet.[1]
- 12 juli - Riksmötet 1995/1996 extrainkallas för att diskutera åtgärder mot arbetslösheten.[1]
- 23 juli - 66-årige juristen Shahabuddin Ahmed utses till president i Bangladesh.[1]
- 25 juli - Vid en oblodig statskupp i Burundi griper exmajor Pierre Buyoya makten.[1]

### Augusti
- 5 augusti - USA:s president Bill Clinton undertecknar en lag om skärpta sanktioner mot Libyen och Irak.[1]
- 6 augusti - Sveriges statsminister Göran Persson besöker USA, och träffar USA:s president Bill Clinton. I Vita huset diskuterar de bland annat Sveriges roll i Östersjöregionen.[1]
- 9 augusti - Rysslands president Boris Jeltsin svär in eden för en andra mandatperiod.[1]
- 13 augusti - Kubas president Fidel Castro firas på 70-årsdagen.[1]
- 17 augusti - Ett nynazistiskt möte i Trollhättan på Rudolf Hess dödsdag samlar cirka 300 deltagare från Danmark, Norge, Sverige och Tyskland, och urartar i kravaller.[1]
- 19 augusti - USA:s president Bill Clinton firas på 50-årsdagen.[1]
- 21 augusti - Sydafrikas tidigare president FW de Klerk tar inför Sanningskommissionen ansvar för brott mot mänskliga rättigheterna.[1]
- 23 augusti - Kroatien och Jugoslavien upprättar diplomatiska förbindelser.[1]
- 26 augusti - Bill Clinton inleder Demokratiska partiets konvent inför presidentvalet i USA.[1]
- 28 augusti – Sveriges kungapar inleder ett tre dagars statsbesök i Finland.[1]
- 29 augusti – En distriktsdomstol i Seoul dömer Sydkoreas tidigare presidenter Chun Doo-Hwan och Roh Tae-Woo till dödsstraff respektive 22.5 års fängelse.[1]
- 31 augusti – En överenskommelse om fred i Tjetjenien nås.[1]

### September
- 2 september
  - Ett fredsavtal i Filippinerna sluts efter 24 ås inbördeskrig.[1]
  - Vänsterpartiets ordförande Gudrun Schyman erkänner i SVT:s Rapport att hon har alkoholproblem.
- 4 september - Israels premiärminister Benjamin Netanyahu träffar palestinske ledaren Yassir Arafat vid gränsstationen Erez mellan Israel och Gazaremsan.[1]
- 8 september - Fred i Tjetjenien.
- 10 september – Sveriges kungapar inleder ett fem dagars statsbesök i USA:s svenskbygder, till 150-årsminnet av starten för den svenska migration till USA.[1]
- 17 september – Sveriges riksdag inleder arbetsåret 1996/1997.[1]
- 26 september – Sydafrikanske tidigare polisöversten och säkerhetsagenten Eugene de Kock uppger att den dåvarande Apartheidregimen i Sydafrika låg bakom Palmemordet.[1]
- 30 september - Bosnien och Hercegovinas nyvalda presidentråd sammanträder för första gången.[1]

### Oktober
- Oktober - En norsk TV-dokumentär menar Trygve Lie gick Israels intressen för bildandet av egen stat, fastän FN:s officiella hållning var att dela Palestinamandatet i två delar.[1]
- 1 oktober
  - Ett tvådagars toppmöte om läget i Mellanöstern inleds i Washington, DC på initiativ om USA:s president Bill Clinton.[1]
  - Ungerns president Arpad Göncz besöker, som första ungerska statschef, Sverige.[1]
- 3 oktober - Ett principavtal för fredlig lösning på konflikten i Tjetjenien under tecknas.[1]
- 5 oktober - Bosnien och Hercegovinas nyvalda parlament sammanträder för första gången.[1]
- 11 oktober - Sydafrikas försvarsminister Magnus Malan frias från det yttersta ansvaret på 13 svarta medborgare i Kwa-Makhuta 1987.[1]
- 14 oktober - Sveriges högsta domstol avsätter Stig Bertilsson, fälld för grovt bedrägeri, som ledamot av Sveriges riksdag.[1]
- 17 oktober - Alexander Lebed avskedas som chef för nationella säkerhetsrådet Rysslands president Boris Jeltsin.[1]
- 23 oktober - Norges statsminister Gro Harlem Brundtland avgår, och ersätts av Thorbjørn Jagland.[1]
- 30 oktober - Kinesiske regimkritikern Wang Dan döms till 11 års fängelse av en domstol i Peking.[1]

### November
- 4-5 november - Pakistans premiärminister Benazir Bhutto avsätts.[1]
- 21 november - Sveriges statsminister Göran Persson klarar en misstroendeomröstning i Sveriges riksdag med siffrorna 209-119, efter hans uttalanden i den så kallade Kinaaffären.[1]
- 27 november - Norges statsminister Thorbjørn Jagland avgår efter en rad options- och aktieaffärer.[1]
- 29 november - Indien och Kina träffar avtal om minskat antal soldater längsmed den 450 långa mil gemensamma gränsen.[1]

### December
- 2 december – Sveriges kungapar inleder ett fyra dagars statsbesök i Chile.[1]
- 5 november
  - Madeleine Albright utnämns till USA:s första kvinnliga utrikesminister.[1]
  - En internationell konferens om Bosnien och Hercegovinas framtid avslutas i London.[1]
- 10 december - Nelson Mandela undertecknar Sydafrikas första demokratisk författning.
- 11 december – 59-årige skeppsredaren Tung Cheechwa utses till Kinas styresman i Hongkong från 1 januari 1997.[1]
- 16 december
  - Demonstranter i Sydkorea protesterar mot att dödsdomen mot Sydkoreas tidigare president Chun Doo-Hwan omvandlats till livstids fängelse.[1]
  - Trollhättans tingsrätt dömer sju unga nynazister, som tillhör NSF, för hets mot folkgrupp då de demonstrerade i Trollhättan på Rudolf Hess dödsdag den 17 augusti 1996.[1]
  - Den så kallade POT-skandalen, om Lundkommissionens granskning av POT, tvingar Norges energiminister och tidigare justitieminister Grete Faremo att avgå.[1]
- 19 december – Sverige skriver på Schengenavtalet i Luxemburg.[1]
- 27 december - OSCE rapporterar att man funnit allvarliga fel vid röstsammanräkningen vid årets  kommunalval i Serbien.[1]
- 28 december - Sveriges socialdemokratiska arbetareparti sjunker från 32,7 % i november 1996 till 29,6 % vid årets sista SIFO-mätning.[1]
- 29 december
  - Guatemalas regering sluter fredsavtal med vänstergerillan, efter 36 års inbördeskrig.[1]
  - Nordkorea ber Sydkorea om ursäkt för en incident den 18 september 1996, då en nordkoreansk spionbåt gick på grund vid Sydkoreas östkust.[1]

## Val och folkomröstningar
- 14 januari – Jorge Sampaio vinner presidentvalet i Portugal.[1]
- 20-21 januari - Yassir Arafat vinner palestinska presidentvalet.[1]
- 21 februari - Republikanen Patrick Buchanan vinner vid primärvalet i New Hampshire i USA.[1]
- 2 mars – Australiens liberala parti under John Howard vinner parlamentsvalet i Australien.[1]
- 3 mars - Borgerlige José Maria Aznar vinner parlamentsvalet i Spanien.[1]
- 16 mars - Robert Mugabe vinner presidentvalet i Zimbabwe. Över 60 ¤ av befolkningen nobbar valet.[1]
- 23 mars - Lee Tengui vinner presidentvalet i Taiwan.[1]
- 11 april - NKP vinner parlamentsvalet i Sydkorea.[1]
- 21 april - Vänstern vinner parlamentsvalet i Italien.[1]
- 9 maj – Yoweri Museveni vinner presidentvalet i Uganda.[1]
- 30 maj – Nordirland går till valurnorna för att välja delegater inför fredsförhandlingarna, som börjar 10 juni 1996.[1]
- 1 juni - Första parlamentsvalet i Tjeckien efter skilsmässan i gamla Tjeckoslovakiens delning 1993 slutar i politiskt dödläge.[1]
- 29 juni – Ólafur Ragnar Grímsson vinner presidentvalet på Island.[1]
- 3 juli - Boris Jeltsin vinner presidentvalet i Ryssland efter seger i andra omgången.[1]
- 14 september - Bosnien och Hercegovina går till president- och parlamentsval.[1]
- 15 september - Ett tredagarsmöte i Venedig avslutas med att separatistledaren Umberto Bossi utropar Padanien som självständig republik.[1]
- 21 september - Lennart Meri vinner presidentvalet i Estland.[1]
- 22 september - PASOK vinner parlamentsvalet i Grekland.[1]
- 13 oktober – Österrike går till Europaparlamentsval.[1]
- 12 oktober - Maori-dominerade New Zealand First erhåller vågmästarroll vid parlamentsvalet i Nya Zeeland.[1]
- 13 oktober – FPÖ går framåt vid parlamentsvalet i Österrike.[1]
- 20 oktober
  - LDP vinner parlamentsvalet i Litauen.[1]
  - Finland går till Europaparlamentsval.[1]
- 20 oktober - Liberalalliansens Arnaldo Aleman utropar sig till segrare vid presidentvalet i Nicaragua.[1]
- 3 november
  - Demokratiska krafernas union vinner parlamentsvalet i Bulgarien.[1]
  - Demokratisk samling vinner parlamentsvalet i Rumänien.[1]
- 5 november – Bill Clinton vinner presidentvalet i USA.[1]
- 17 november
  - Emil Constantinescu vinner presidentvalet i Rumänien.[1]
  - NAP vinner parlamentsvalet i Thailand.[1]
- 17 september - Serbien går till kommunalval.[1]
- 24 november – En folkomröstning i Vitryssland stärker presidentens makt.[1]
- 7 december – Sittande presidenten Jerry Rawling väljs om vid presidentvalet i Ghana.[1]

## Organisationshändelser
- 20 januari - Alf Svensson blir med 23 år på posten den partiledare i Sverige som suttit längst.[1]
- 25 januari - Ryssland väljs in i Europarådet.[1]
- 28 februari - Ryssland inträder i Europarådet, som medlem nummer 39 sedan starten.[1]
- 4-6 mars - Vid Nordiska rådets EU-konferens i Köpenhamn gör Sveriges statsminister Ingvar Carlsson sitt sista internationella framträdande som svensk statsminister.[1]
- 15-17 mars - Sveriges socialdemokratiska arbetareparti har extrakongress i Stockholm, och väljer enhälligt Göran Persson till ny ordförande efter Ingvar Carlsson.[1]
- 29 mars - EU-toppmötet i Turin inleds.[1]
- 3 maj - Östersjöstaternas råd träffas i Visby.[1]
- 15 maj - På kongressen i Södertälje väljs Gudrun Schyman om som ordförande i Vänsterpartiet.[1]
- 16 juni - Centerstämman i Växjö väljer om Olof Johansson som ordförande. På stämman prisas partiets samarbete med Sveriges regering.[1]
- 18 juni - FN häver sitt embargo mot Jugoslavien, vilket infördes i september 1991.[1]
- 22 juni - EU-toppmötet i Florens avslutas, och betonar prioriteringen av kamp mot arbetslöshet.[1]
- 23 juni - Arabförbundet avslutar ett två dagars toppmöte i Kairo.[1]
- 29 juni - G7-mötet avslutas i Lyon. Ryssland medverkar.[1]
- 30 juli - G7 avslutar ett extrainsatt möte i Paris, där terrorismen diskuteras.[1]
- Okänt datum – Hörbypartiet bildas.
- 10 september - FN antar ett avtal om globalt förbud mot kärnvapenprover.[1]
- 25 september - Sveriges statsminister Göran Persson talar för första gången i FN:s generalförsamling.[1]
- 21 oktober - Costa Rica, Japan, Kenya, Portugal och Sverige väljs in som icke-permanenta i FN:s säkerhetsråd från 1 januari 1997.[1]
- 13 september - 58-årige Kofi Annan från Ghana väljs till FN:s nya generalsekreterare.[1]

## Avlidna
- 7 januari – Károly Grósz, 65, Ungerns premiärminister 1987–1988.[1]
- 8 januari – François Mitterrand, 79, Frankrikes president 1981–1995.[1]
- 15 januari – Kung Moshoeshoe II av Lesotho, 57 (bilolycka).[1]
- 15 februari – Brunó Straub, Ungerns president 1988–1989.
- 2 mars – Jacobo Majluta Azar, Dominikanska republikens president 4 juli–16 augusti 1982.
- 23 mars – Marit Manstad, svensk skådespelerska.[1]
- 3 april – Rob Brown, USA:s handelsminister (flygolycka vid Dubrovnik).[1]
- 1 juni – Neelam Sanjiva Reddy, Indiens president 1977–1982.
- 23 juni – Andreas Papandreou, 77, grekisk premiärminister.[1]
- 2 augusti
  - Michel Debré, 84, Frankrikes premiärminister 1958-1959.[1]
  - Mohammed Farah Aidid, Somalias president 1995–1996.
- 6 augusti – Hernán Siles Zuazo, Bolivias president 1956–1960 och 1982–1985.
- 13 augusti – António de Spínola, 86, Portugals president 15 maj–30 september 1974.[1]
- 12 september – Ernesto Geisel, Brasiliens president 1974–1979.
- 28 september – Mohammed Najibullah, Afghanistans president 1986–1992.
- 22 oktober – Henry Allard, 84, tidigare talman i Sveriges riksdag.[1]
- 1 november – Junius Richard Jayewardene, Sri Lankas president 1978–1989.
- 3 november – Jean-Bédel Bokassa, 75, Centralafrikanska republikens president 1966–1976 och landets kejsare 1976–1979.[1]
- 3 december – Babrak Karmal, Afghanistans president 1980–1986.
- 9 december – Alain Poher, Frankrikes president 28 april–20 juni 1969 och 2 april–27 maj 1974.
- 20 december – Amata Kabua, Marshallöarnas president 1979–1996.

### Fotnoter
1. 1 2 3 4 5 6 7 8 9 10 11 12 13 14 15 16 17 18 19 20 21 22 23 24 25 26 27 28 29 30 31 32 33 34 35 36 37 38 39 40 41 42 43 44 45 46 47 48 49 50 51 52 53 54 55 56 57 58 59 60 61 62 63 64 65 66 67 68 69 70 71 72 73 74 75 76 77 78 79 80 81 82 83 84 85 86 87 88 89 90 91 92 93 94 95 96 97 98 99 100 101 102 103 104 105 106 107 108 109 110 111 112 113 114 115 116 117 118 119 120 121 122 123 124 125 126 127 128 129 130 131 132 133 134 135 136 137 138 139 140 141 142 143 144 145 146 147 148 149 150 151 152 153 154 155 156 157 158 159 160 161 162 163 164 165 166 167   Horisont 1996. Bertmarks